# Esperanto în România

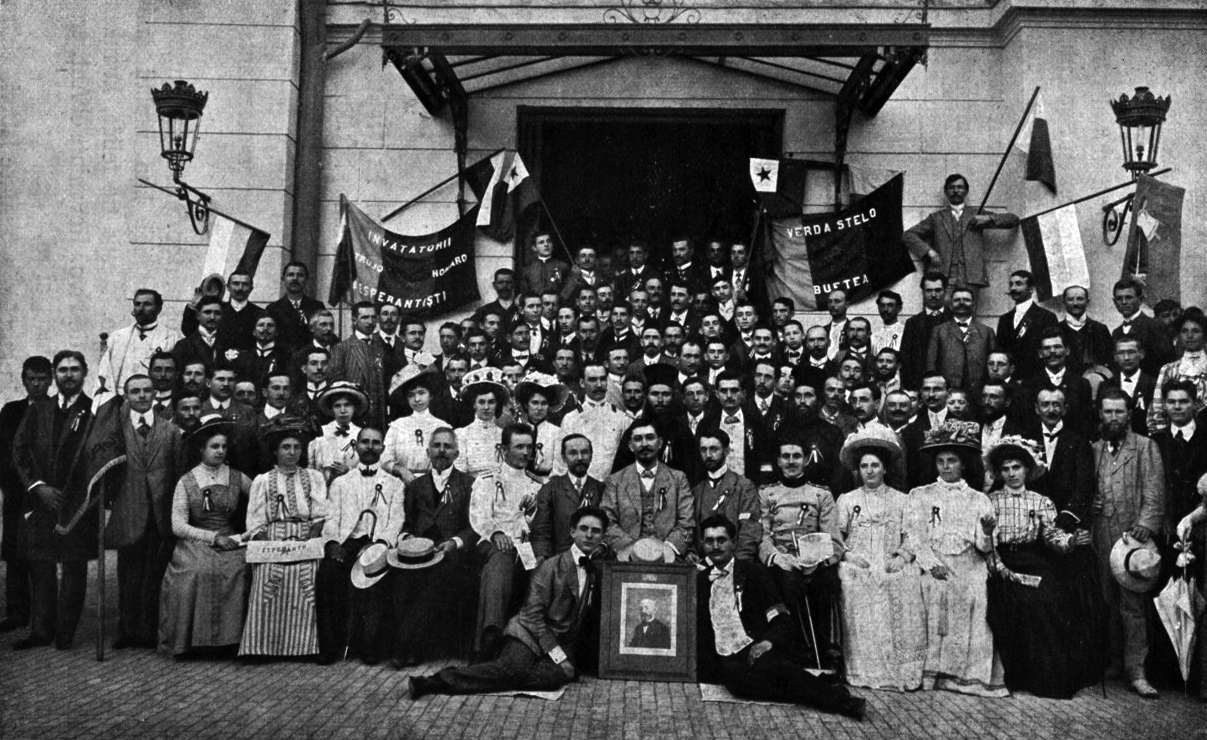
O întâlnire a vorbitorilor români de esperanto din 1909

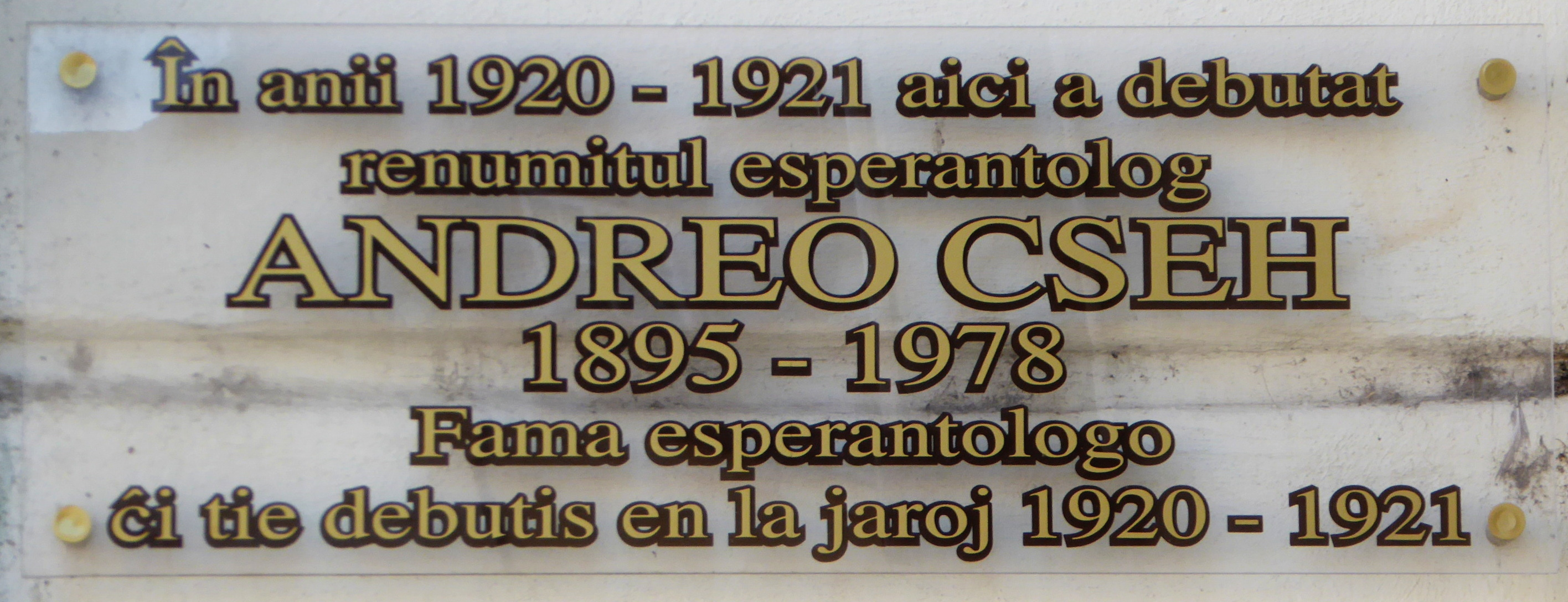
O placă atât în limba română, cât și în esperanto, care îl comemorează pe Andreo Cseh la Sibiu.

Esperanto este o limbă minoritară în România.